# Gare de Jarnac-Charente
La gare de Jarnac, officiellement dénommée gare de Jarnac-Charente, est une gare ferroviaire française située sur la rive gauche du fleuve Charente, sur le site appelé Bout des Ponts, dans la commune de Mainxe-Gondeville et à proximité de Jarnac, dans le département de la Charente.

## Situation ferroviaire
Établie à 14 mètres d'altitude, la gare de Jarnac-Charente est située au point kilométrique (PK) 31,207 de la ligne de Beillant à Angoulême, entre les gares ouvertes de Cognac et de Châteauneuf-sur-Charente. Elle est séparée de Cognac par celles aujourd'hui fermées de Gensac-la-Pallue et de Bourg-Charente. Elle est séparée de Châteauneuf-sur-Charente par les gares de Saint-Même et Saint-Amand-de-Graves - Saint-Simon, elles aussi fermées.

## Histoire
C'est la compagnie des Charentes qui obtint la concession de la ligne de chemin de fer. Il s'agissait d'une ligne à double voie et écartement normal où la section Angoulême - Cognac fut inaugurée le 16 octobre 1867. Elle prolonge en fait la ligne de chemin de fer construite depuis la gare de Rochefort et, ce, jusqu'à celle d'Angoulême, réalisation qui fut établie en trois étapes successives durant l'année 1867. Le tronçon Cognac - Angoulême fut le dernier à avoir été mis en place.
La gare de Jarnac-Charente est construite à Gondeville sur la rive gauche de la Charente, qui, à l'époque, est reliée à Jarnac sur la rive droite par un pont suspendu à péage, construit en bois. La compagnie des Charentes s'engage à supprimer l'octroi et construit un pont en maçonnerie, livré en novembre 1876, à double sens de circulation, et comprenant deux voies piétonnes,.

## Fréquentation
De 2015 à 2023, selon les estimations de la SNCF, la fréquentation annuelle de la gare s'élève aux nombres indiqués dans le tableau ci-dessous:
| Année     | 2015   | 2016   | 2017   | 2018   | 2019   | 2020   | 2021   | 2022   | 2023   |
| --------- | ------ | ------ | ------ | ------ | ------ | ------ | ------ | ------ | ------ |
| Voyageurs | 43 809 | 43 861 | 42 313 | 34 251 | 39 286 | 22 155 | 23 390 | 42 501 | 43 336 |

## Service des voyageurs

### Accueil
La gare et le guichet sont ouverts tous les jours pour abriter les voyageurs ainsi que d’acheter des billets. Il n’y a cependant pas d’automate pour l’achat de billet TER.
Un parking à voitures et à vélos sont disponibles pour les voyageurs.

### Desserte
La gare de Jarnac-Charente est desservie uniquement par les trains du réseau TER Nouvelle-Aquitaine en provenance des gares d'Angoulême, de Saintes, Royan ou de La Rochelle-Ville. 
Cette gare assez active reçoit en moyenne dix trains aller-retour par jour chaque semaine sur le tronçon Saintes – Angoulême.

### Intermodalité
À 100 mètres de la gare se trouve un arrêt de la ligne 15 des transports régionaux en Charente.  